# Supercoppa d'Europa 1985-1986 (hockey su pista)
La Supercoppa d'Europa 1985-1986 è stata la 6ª edizione dell'omonima competizione europea di hockey su pista. Alla manifestazione hanno partecipato gli spagnoli del Barcellona, vincitore della Coppa dei Campioni 1984-1985, e i portoghesi dello Sporting CP, vincitore della Coppa delle Coppe 1984-1985.
A conquistare il trofeo è stato il Barcellona al sesto successo nella sua storia.

## Squadre partecipanti
| Club        | Qualificazione                     | Partecipazioni precedenti (il grassetto indica la vittoria) |
| ----------- | ---------------------------------- | ----------------------------------------------------------- |
| Barcellona  | Detentore della Coppa dei Campioni | 1980-1981, 1981-1982, 1982-1983, 1983-1984, 1984-1985       |
| Sporting CP | Detentore della Coppa delle Coppe  | 1981-1982                                                   |

## Risultati
| Squadra 1  | Totale | Squadra 2   | Andata | Ritorno |
| ---------- | ------ | ----------- | ------ | ------- |
| Barcellona | 14 - 3 | Sporting CP | 9 – 0  | 5 – 3   |

| Barcellona 26 novembre 1985 Finale di andata | Barcellona | 9 – 0 | Sporting CP | Palau Blaugrana |

| Lisbona 10 dicembre 1985 Finale di ritorno | Sporting CP | 3 – 5 | Barcellona |  |